# Arnebia
Genre
Classification phylogénétique
Arnebia est un genre d'environ 25 espèces de plantes herbacées de la famille des Boraginacées originaires d'Europe, d'Asie et d'Afrique.

## Liste partielle des espèces
- Arnebia cana (Tzvelev) Czerep.
- Arnebia coerulea Schipcz.
- Arnebia decumbens (Vent.) Cosson & Kralik
- Arnebia densiflora Ledeb.
- Arnebia euchroma (Royle) I.M.Johnst.
- Arnebia fimbriata Maximowicz
- Arnebia guttata Bunge
- Arnebia hispidissima (Sprengel) DC.
- Arnebia linearifolia A. DC.
- Arnebia macrocalyx (Cosson & Kralik) Boulos
- Arnebia minima Wettst.
- Arnebia obovata Bunge
- Arnebia paucisetosa A.Li
- Arnebia szechenyi Kanitz
- Arnebia tibetana Kurz
- Arnebia tinctoria Forsskål
- Arnebia transcaspica Popov
- Arnebia tschimganica (B.Fedtsch.) G.L. Chu
- Arnebia tubata (Bertol.) Sam.
- Arnebia ugamensis (Popov) Riedl

## Liste des espèces
Selon NCBI (1er octobre 2024) :
- Arnebia benthamii
- Arnebia coerulea
- Arnebia decumbens
- Arnebia densiflora
- Arnebia euchroma
- Arnebia fimbriata
- Arnebia guttata
- Arnebia hispidissima
- Arnebia linearifolia
- Arnebia szechenyi
- Arnebia tibetana
- Arnebia tinctoria
- Arnebia tubata